# Bushido (Rapper)

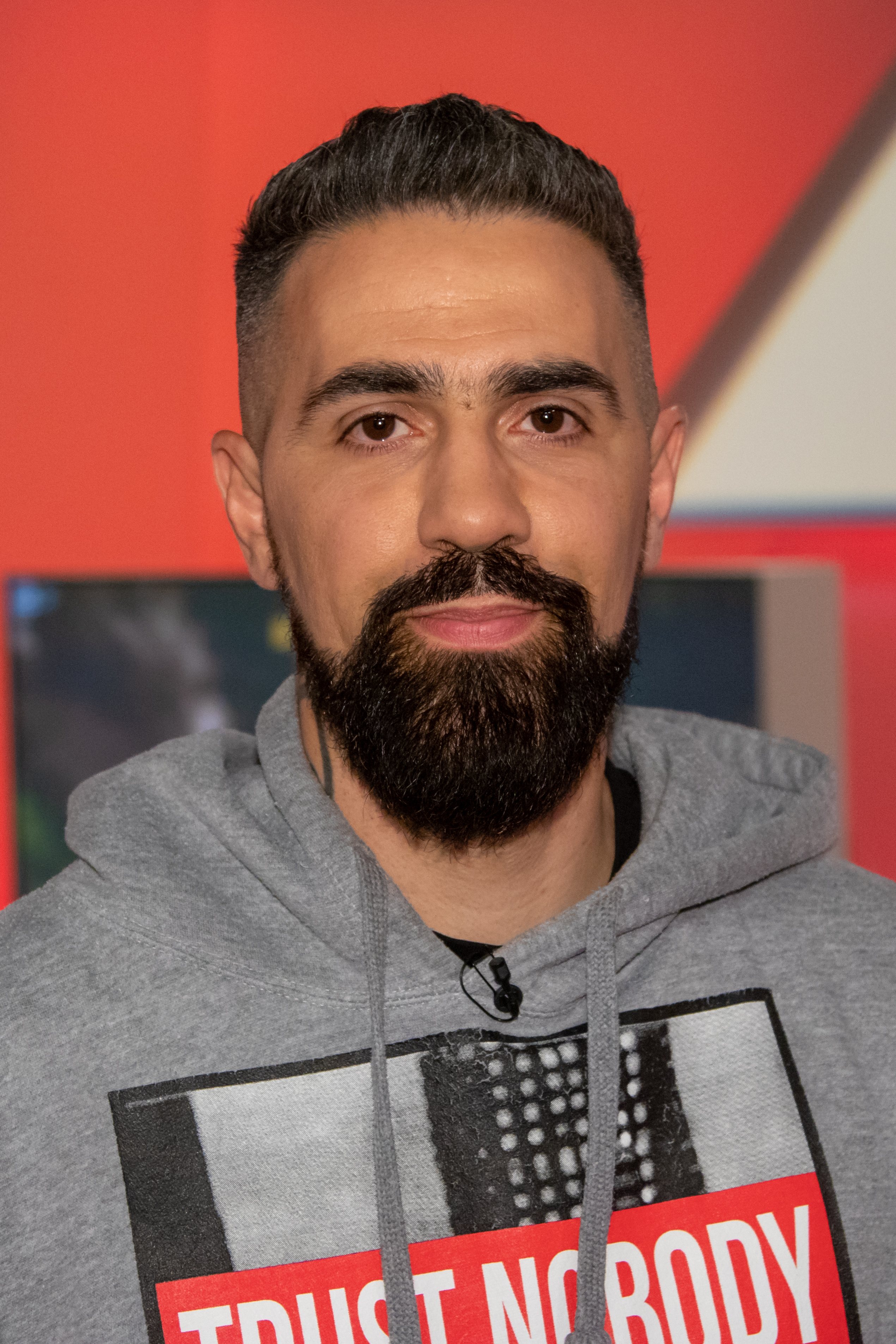
Bushido, 2018

Bushidos Logo

Bushido (* 28. September 1978 in Bonn; bürgerlich Anis Mohamed Youssef Ferchichi), auch bekannt unter dem Pseudonym Sonny Black, ist ein deutscher Rapper, dessen Stil sich an den US-amerikanischen Gangsta-Rap anlehnt. Er arbeitet auch als Produzent und ist Inhaber des Plattenlabels Ersguterjunge.

## Leben

### Frühe Jugend
Bushido ist der Sohn einer deutschen Mutter und eines tunesischen Vaters. Dieser war in den früheren 1970er-Jahren aus der tunesischen Hauptstadt Tunis nach Düsseldorf gezogen. Er verließ die Familie, als der Sohn drei Jahre alt war. Bushido hatte zu ihm danach zunächst keinen Kontakt mehr und wuchs bei seiner alleinerziehenden Mutter und seinem neun Jahre jüngeren Halbbruder mütterlicherseits im Berliner Bezirk Tempelhof auf. Nach der Grundschule besuchte er bis zur elften Klasse zwei Tempelhofer Gymnasien. Nach eigener Aussage wurde er wegen diverser Verstöße gegen das Betäubungsmittelgesetz und Sachbeschädigung von einem Gericht vor die Wahl gestellt, eine staatlich geförderte Ausbildung zum Maler und Lackierer zu machen oder in einer Jugendstrafanstalt inhaftiert zu werden. Da der Vorgang nach Angaben des Spiegels jedoch nicht aktenkundig ist, bestehen Zweifel an der Richtigkeit dieser Darstellung. Im Rahmen der Ausbildung lernte er seinen späteren Partner Fler kennen. Zum Hip-Hop und Rap kam Bushido über Graffiti, als er unter dem Pseudonym Fuchs Bilder malte.

### Karriere
Der Künstlername Bushido wurde dem Japanischen entnommen und bedeutet Weg des Kriegers, der Verhaltenskodex der Samurai. Er ist auch unter dem Namen Sonny Black bekannt, was der Spitzname des italoamerikanischen Mobsters Dominick Napolitano war.

#### Anfänge und Aggro-Berlin-Zeit (1998–2003)

Bushidos Logo während seiner Zeit bei Aggro Berlin

Zusammen mit dem Rapper Vader gründete Bushido das Rapduo Search & Defeat und nahm ein Album mit dem Titel Unbreakable auf, das jedoch nie fertiggestellt wurde. King Orgasmus One stieß zu der Gruppe, und sie gründeten gemeinsam 030 Squad, unter dem sie ein Demotape aufnahmen und es in geringer Stückzahl an Bekannte verkauften. Bushidos erste Veröffentlichung ist auf dem Frauenarzt-Tanga-Tanga-Tape von 2000 mit King Orgasmus One für I Luv Money Records zu finden. Zusammen mit eben jenem King Orgasmus und Bass Sultan Hengzt bildete er während dieser Zeit die Gruppe Berlins Most Wanted (BMW).
Wenig später veröffentlichte er sein erstes eigenes Tape King of Kingz, das schließlich zu seinem Wechsel zum Plattenlabel Aggro Berlin führte, wo er mit Sido, B-Tight und Fler zusammenarbeitete. Das Album wurde 2003 bei Aggro Berlin als digital überarbeitete Version veröffentlicht und 2004 unter dem Titel King Of Kingz 2004 Edition mit vier Remixen wiederveröffentlicht. Aufgrund der Indizierung von King of Kingz, die 2005 erfolgte, wurde das Tape als entschärfte Version inklusive Demotape unter dem Titel King of Kingz & Demotape – extended version erneut in digitaler Form veröffentlicht.
2002 erschien unter Bushidos Pseudonym Sonny Black (eine Anlehnung an den Film Donnie Brasco) das Kollaborationsalbum Carlo Cokxxx Nutten mit Fler, der unter dem Pseudonym Frank White rappte. 2003 veröffentlichte Bushido sein gemeinsam mit Ilan produziertes, erstes Soloalbum Vom Bordstein bis zur Skyline, das es aufgrund des Musikvideos zum Titel Bei Nacht und Auftritten auf größeren Hip-Hop-Festivals, wie dem splash!, zu einer Chartplatzierung auf Platz 88 schaffte. Das Album hat einen sehr düsteren und – im Verhältnis zur damaligen restlichen deutschen Hip-Hop-Szene – „harten“ Charakter und gilt deswegen unter Kritikern und Fans als „Meilenstein“ für die spätere Entwicklung des Genres. Fler war auch auf diesem Album mit sechs Gastbeiträgen vertreten. Das Demotape wurde 2003 auf CD aufgenommen, nachdem es im Internet veröffentlicht worden war. Im Dezember 2003 erschien mit dem Labelsampler Aggro Ansage Nr. 3 die letzte CD mit Bushido-Beteiligung bei Aggro Berlin.

#### Ersguterjunge-Gründung und Aufstieg zum Mainstream-Star (2004–2006)
Wegen eines lukrativeren Angebotes des A&Rs Neffi Temur verließ er im Sommer 2004 Aggro Berlin und wechselte zum Label Universal/Urban. Kurz darauf gründete er gemeinsam mit dem Rapper D-Bo sein eigenes Label Ersguterjunge, dessen Vertrieb über Universal/Urban abgewickelt wurde. Die von Bushido angestrebte Vertragsaufhebung bei Aggro Berlin ist laut beidseitiger Aussage durch Gewaltanwendung von Arafat Abou-Chaker forciert worden. Danach verständigte sich Bushido laut eigener Aussage mit Abou-Chaker darauf, dass dieser als Gegenleistung an allen kommenden Einnahmen Bushidos mit 30 % beteiligt wird.
Mitte 2004 produzierte er zusammen mit Ilan im Auftrag der Neue-Deutsche-Härte-Band Rammstein eine Neuabmischung von Amerika. Im Oktober 2004 veröffentlichte Bushido bei Universal die LP Electro Ghetto, die den sechsten Platz der deutschen Albumcharts erreichte. Bereits am 4. April 2005 folgte unter Bushidos Alter Ego Sonny Black mit Carlo Cokxxx Nutten II die vierte LP innerhalb von zweieinhalb Jahren, die Platz 3 der Alben Charts erreichte. Anstelle seines bei Aggro Berlin verbliebenen, früheren Partners Fler, mit dem er sich mittlerweile in eine musikalische Fehde begeben hatte, die zwischenzeitlich in der Veröffentlichung des gemeinsamen Disstracks Flerräter mit Eko Fresh gegipfelt hatte, wurde Bushido diesmal von Baba Saad unterstützt.

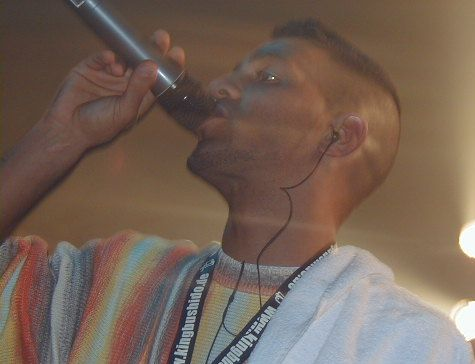
Bushido bei einem Konzert, Anfang 2006

Am 4. November 2005 erschien sein drittes Studioalbum mit dem Titel Staatsfeind Nr. 1, das in Linz hauptsächlich von Beatlefield, bestehend aus dem Rapper und Produzenten Chakuza und dem Produzenten und DJ Stickle, produziert worden war. Beide waren kurz zuvor von Ersguterjunge unter Vertrag genommen worden, während Bushidos langjähriger Produzent DJ Ilan ebenso wie der zwischenzeitlich verpflichtete Bass Sultan Hengzt das Label verlassen hatte. Gemeinsam mit den weiteren Neuverpflichtungen Eko Fresh, Bizzy Montana und Nyze folgte im Februar 2006 die Veröffentlichung des Label-Samplers Nemesis Vol. 1.
Bei der Echo-Verleihung 2006 konnte er den Preis in der Kategorie Live-Act National gewinnen. Im Sommer 2006 trat Bushido beim Rockmusik-Festival Rock im Park auf, wurde von Zuschauern aber mit Bechern, Geldstücken und Steinen beworfen. Seinen geplanten Auftritt bei der Parallelveranstaltung Rock am Ring sagte der Rapper daraufhin ab.
Am 1. September 2006 erschien das Album Von der Skyline zum Bordstein zurück, das als erstes Bushido-Album keine Features enthielt und fast vollständig von ihm selbst produziert worden war. Schon nach zwei Wochen erreichte es Gold-Status in Deutschland, später wurde es mit Platin ausgezeichnet. In den deutschen Albumcharts erreichte Von der Skyline zum Bordstein zurück Platz 2 und hielt sich insgesamt 50 Wochen in den Charts, womit es die bis dato erfolgreichste Bushido-Veröffentlichung darstellte. Beim MTV Europe Music Awards 2006 erhielt er eine Auszeichnung für den Best German Act.

#### Wechsel zu Sony BMG,7,Heavy Metal Paybackund Autobiografie (2006–2008)
Der zweite Ersguterjunge-Labelsampler Vendetta erschien am 1. Dezember 2006. Als Single wurde eine Woche zuvor das Titelstück des Albums veröffentlicht. Das Lied beinhaltet Rap-Passagen von Bushido, Chakuza und Eko Fresh. Am 9. Februar 2007 erschien die dritte Single Janine aus seinem Album Von der Skyline zum Bordstein zurück. Bei der Echo-Verleihung am 25. März 2007 konnte Bushido den Preis in der Kategorie Hip-Hop/R&B National für sich verbuchen.
Ende Juni 2007 wurde der Wechsel von Bushido und seinem Label Ersguterjunge von Universal/Urban zu Sony BMG bekanntgegeben. Die erste Veröffentlichung für Sony BMG war Bushidos Soloalbum 7 am 31. August 2007, das unmittelbar an den Erfolg von Von der Skyline zum Bordstein zurück anknüpfte und sich als erstes Bushido-Album auf Platz 1 der Media-Control Charts platzieren konnte. Sowohl in Deutschland als auch in Österreich erreichte 7 Platinstatus. Bei der Echoverleihung 2008 wurde er für das Album in der Kategorie Hip-Hop/R&B National und für die zugehörige Tour als Live-Act National ausgezeichnet. Im Mai desselben Jahres wurde Bushido ein Comet als Bester Künstler verliehen.
Zu seinem Album Heavy Metal Payback, das im Herbst 2008 erschien, veröffentlichte Bushido Anfang 2009 eine dazugehörende Live-CD/DVD. Wenige Tage nach Albumveröffentlichung gab Bushido vor 10.000 Zuschauern ein Gratis-Konzert in der O2 World Berlin. Aus Heavy Metal Payback koppelte Bushido mit Für immer jung, einem Duett mit Schlager-Sänger Karel Gott, seine bisher erfolgreichste Single aus. Für immer jung erreichte Platz 5 der deutschen Singlecharts, Bushidos zweithöchste Platzierung nach dem ein Jahr vorher auf Rang 4 platzierten Alles verloren, und verkaufte sich allein in Deutschland über 150.000 Mal. Demgegenüber führte die Weigerung der Verantwortlichen des Musiksenders MTV, den Titel zu spielen, allerdings zu Bushidos Bruch mit dem Sender sowie dem ebenfalls zum Viacom-Konzern gehörenden VIVA.
Gleichzeitig intensivierte Bushido seine Tätigkeiten abseits der eigenen Musikkarriere. Bereits Anfang 2007 hatte er die Girlband Bisou, die sich aus ehemaligen Kandidatinnen der Casting-Show Popstars zusammensetzte, gegründet. Bereits im Folgejahr sollte sich diese allerdings wieder trennen. Im Januar 2008 wurde bekannt, dass Bushido zusammen mit einem Partner ein Unternehmen im Bereich der Immobilienwirtschaft führt. Das Unternehmen, dessen Tätigkeitsschwerpunkt der An- und Verkauf von Wohnungen ist, beschäftigte Anfang 2008 sechs Mitarbeiter und hatte in den ersten zehn Monaten nach seiner Gründung eine Million Euro Gewinn erwirtschaftet. Am 8. September 2008 wurde die (de facto) Pseudo-Autobiografie Bushido veröffentlicht, die Lars Amend mit Bushido verfasst hatte. Das Buch erwies sich als großer Erfolg und erreichte auf Anhieb Platz 1 der Spiegel-Bestsellerliste. Ende 2008 eröffnete Bushido am Alexanderplatz in Berlin einen Shop, in dem von ihm entworfene Mode verkauft wird.

#### Kinofilm,Jenseits von Gut und Böseund musikalische Aussöhnung mit Fler & Sido (2008–2011)

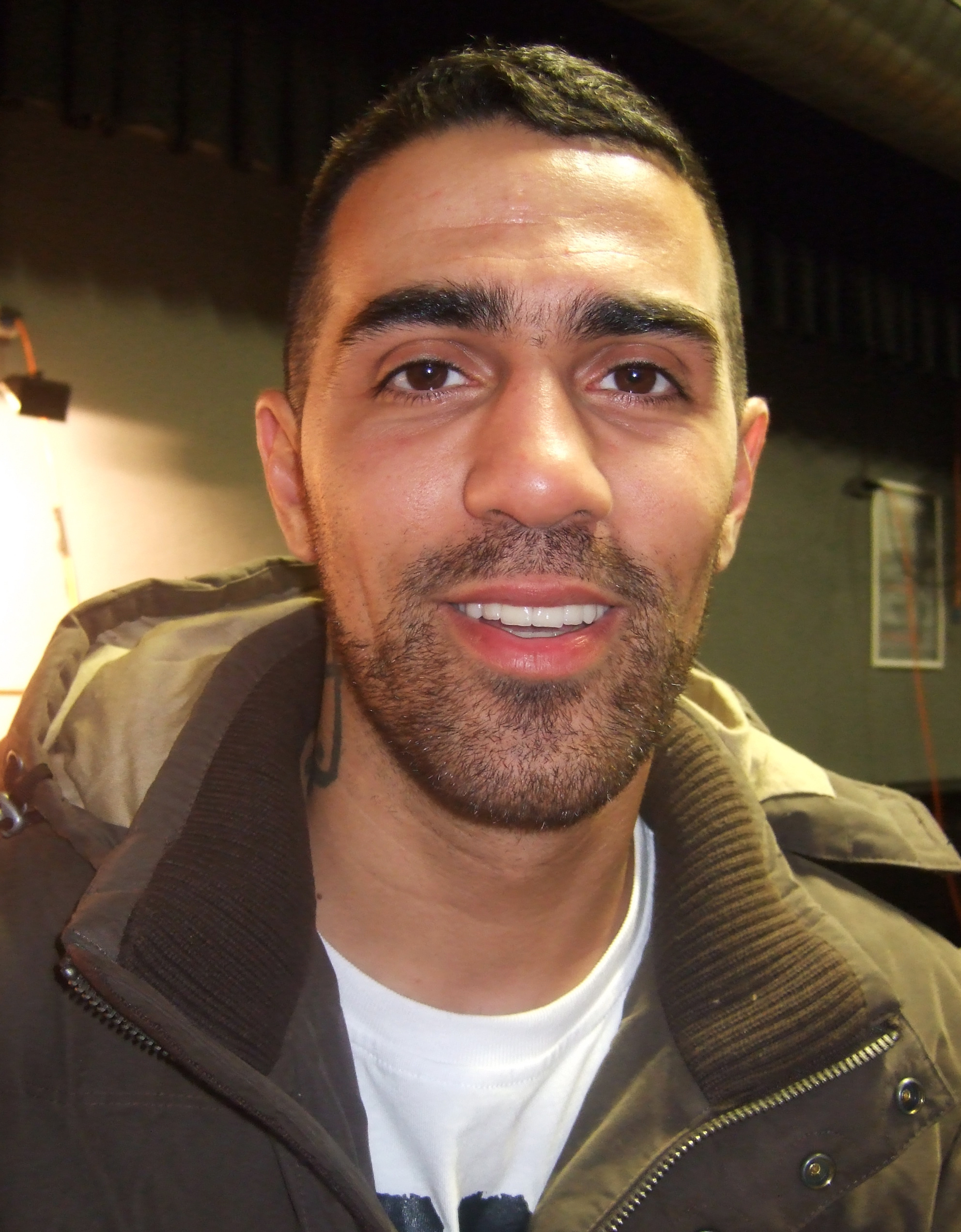
Bushido im Dezember 2009 auf einem Konzert in München

Seit spätestens 2009 hatte Bushido wiederholt öffentliche Auftritte mit Prominenten aus Politik und Gesellschaft, unter ihnen Hannelore Elsner und Horst Seehofer.
Im März 2009 verließ Bushidos einstiger musikalischer Wegbegleiter und späterer Fehdengegner Fler das nur wenig später seine Auflösung bekanntgebende Label Aggro Berlin. Bald darauf versöhnten sich die beiden und veröffentlichten am 11. September 2009 Carlo Cokxxx Nutten 2, womit sie Platz 3 der deutschen Charts erreichten.
Am 21. Juli 2009 begannen die Dreharbeiten für den Spielfilm Zeiten ändern dich, der bis Mitte September 2009 in und um Berlin gedreht wurde. Bushido spielte die Hauptrolle in dem Werk, bei dem Uli Edel Regie führte, das von Bernd Eichinger produziert wurde und das eine Verfilmung von Bushidos 2008 erschienener Autobiografie ist. Der Film erhielt überwiegend negative Kritiken. Einige Kritiker beurteilten die Produktion unter anderem als „prolligen Film“ und „unfreiwilligen Volltrash“, andere erklärten, dass Bushido kein schauspielerisches Talent habe und im Film „eher peinlich“ wirke. Vereinzelt wurde seine Authentizität unterstrichen, die jedoch auch aus dieser Sicht mit der Ungelenkheit Bushidos als Sprecher einhergehe. Am Startwochenende besuchten über 300.000 Menschen den Film. Der gleichnamige Soundtrack wurde im Februar 2010 veröffentlicht und erreichte in Deutschland Platz 2, in Österreich Platz 1 und in der Schweiz Platz 3 der Albumcharts und wurde in Deutschland und Österreich mit einer Goldenen Schallplatte ausgezeichnet. Beim Soundtrack arbeitete Bushido mit den Berliner Produzenten Beatzarre und Djorkaeff zusammen, die zuvor unter anderem regelmäßig für den vor Kurzem zu ersguterjunge gewechselten Fler produziert hatten. Die zwei Produzenten zeigten sich später für viele weitere von Bushidos Alben verantwortlich.
2010 gelang es Bushido, in Deutschland nach 2008 ein weiteres Mal zwei Singles innerhalb eines Jahres in den Top 10 zu platzieren. Die erste Veröffentlichung des Filmsoundtracks Zeiten ändern dich erreichte Platz 10 der Charts. Zum Start der Fußball-Weltmeisterschaft 2010 veröffentlichte Bushido am 11. Juni 2010 einen WM-Song mit dem Titel Fackeln im Wind, den er zusammen mit Kay One geschrieben und aufgenommen hatte und der sich auf Platz 6 einreihen konnte.
Im Oktober 2010 veröffentlichte Bushido gemeinsam mit Kay One und Fler, die nach mehreren Künstlertrennungen den musikalischen Restbestand des Labels Ersguterjunge darstellten, das Album Berlins Most Wanted. Im Mai 2011 folgte das Album Jenseits von Gut und Böse, mit dem Bushido erstmals in Deutschland, Österreich und der Schweiz gleichzeitig Platz 1 der Albumcharts erreichen konnte.
2011 kam es zur Aussöhnung zwischen Bushido und seinem Kontrahenten Sido. Im Anschluss wurde auf der Website von Sony BMG bekanntgegeben, Bushido und Sido würden an einem gemeinsamen Album arbeiten, das den Titel „23“ tragen solle. Mit der Veröffentlichung von 23 am 14. Oktober 2011 hatte Bushido dieses Mal innerhalb von zwei Jahren und zwei Monaten 5 LPs herausgebracht. Für ihre erste gemeinsame Single So mach ich es wurden sie bei der Echoverleihung 2012 in der Kategorie Bestes Video national ausgezeichnet. Beim Musikvideo führte Specter Regie. Ebenfalls auf dem Album enthalten war der Song Erwachsen sein enthalten, bei dem es sich um eine Neuauflage des Songs Nessaja von Peter Maffay handelt. 23 erreichte in Deutschland und Österreich Goldstatus.

#### Stress ohne Grund,Sonny Black, undCarlo Cokxxx Nutten 3(2012 bis 2017)
Nachdem es einen öffentlichen Streit zwischen DJ Tomekk und Bushido über das Album „Double Dragon“ gab, stellte Bushido das Album als Free-Download ins Netz und kommentierte: „Weil ihr alle richtig korrekt seid gibts nen Freetrack.“
Am 12. Oktober 2012 erschien sein neuntes Studioalbum AMYF und erreichte erneut Platz 1 der Albumcharts. Die Buchstaben im Albumtitel sind die Initialen von Bushidos vollem, bürgerlichen Namen. Eine Woche vor Erscheinen von AMYF war die Vorabsingle Kleine Bushidos veröffentlicht worden, für deren Video er bei der Echoverleihung 2013 erneut in der Kategorie Bestes Video nominiert wurde, sich dieses Mal jedoch Lena Meyer-Landrut geschlagen geben musste. Gleichzeitig war AMYF jedoch das erste Bushido Soloalbum seit seiner Trennung von Aggro Berlin, das nicht selbst für einen Echo nominiert wurde.
Im März 2013 wurde die iTunes-Premium-Version zum Herunterladen bereitgestellt, mit deren exklusiver Single Panamera Flow Bushido gleichzeitig den nach den Abgängen von Fler und Kay One in den Jahren 2011 und 2012 neben Bushido einzigen Ersguterjunge-Künstler Shindy als Neuverpflichtung präsentierte. Auf dessen Debütalbum NWA war Bushido neben dem erneut enthaltenen Panamera Flow auf drei Titeln vertreten, die sich in der gemeinsamen Veröffentlichungswoche allesamt in den Singlecharts platzierten. Vor allem wegen des Tracks Stress ohne Grund, in dem Bushido diverse Politiker attackiert, geriet das Album, insbesondere aber Bushido, in die Kritik und wurde ebenso wie Stress ohne Grund selbst schließlich am 19. Juli indiziert. Die mediale Aufmerksamkeit brachte gleichzeitig einen Medienhype um NWA mit sich und verhalf diesem zum Charteinstieg auf Platz 1. Die Indizierung für NWA und Stress ohne Grund wurde im Mai 2015 nach einer gerichtlichen Verhandlung widerrufen. Im November 2013 ließ Bushido einen elfminütigen Disstrack gegen seinen nun verfehdeten, ehemaligen Partner Kay One mit dem Titel Leben und Tod des Kenneth Glöckler folgen, dem in der deutschsprachigen Rapszene und vor allem auf YouTube große Aufmerksamkeit widerfuhr.
Sein zehntes Studioalbum Sonny Black erschien am 14. Februar 2014, nachdem mit Mitten in der Nacht, Gangsta Rap Kings und Jeder meiner Freunde bereits zu drei Songs des Albums Videos gedreht worden waren, die vor Erscheinen des Albums veröffentlicht wurden. Das Album wurde mit Wirkung zum 30. April 2015 von der BPjM indiziert, da es verrohend auf die Jugend wirke, Frauen und Homosexuelle diskriminiere und ein krimineller Lebensstil verherrlicht würde. Nach einer Klage Bushidos gegen die Indizierung und einem kurzen Sieg im Berufungsverfahren, wurde die Indizierung im Oktober 2019 in letzter Instanz vom Bundesverwaltungsgericht bestätigt.
Am 13. Februar 2015 wurde Bushidos elftes Studioalbum Carlo Cokxxx Nutten 3 veröffentlicht. Nach vorheriger Spekulation, welcher Rapper ihm nach Fler und Baba Saad zur Seite stehen würde, entschied sich Bushido schließlich dazu, das Album als Soloprojekt zu veröffentlichen. Am 6. November 2015 erschien das Album CLA$$IC, das in Zusammenarbeit mit Shindy entstanden ist. Im Dezember 2016 kündigte Bushido sein zwölftes Studioalbum an, dessen Titel am 8. März 2017 als Black Friday bestätigt wurde. Das Album sollte ursprünglich am 5. Mai erscheinen und wurde schließlich am 9. Juni 2017 veröffentlicht. Mit allen drei Alben gelang es Bushido Platz 1 der Albumcharts in Deutschland, Österreich und der Schweiz zu belegen.

#### Neuaufstellung von ersguterjunge,Mythosund Dokumentationen (2018 bis heute)
Ein ursprünglich für den 2. Februar 2018 angekündigter vierter Labelsampler, auf dem Bushido gemeinsam mit Shindy und Ali Bumaye sowie den im Vorjahr ebenfalls bei ersguterjunge unter Vertrag genommenen Künstlern Samra, AK Ausserkontrolle und Laas Unltd. vertreten sein sollte, wurde nie veröffentlicht. Nach Darstellung von AK Ausserkontrolle waren die Aufnahme für den Sampler, mit Ausnahme der Strophen von Bushido, bereits abgeschlossen. Stattdessen gab Bushido im März 2018 die Trennung von seinem langjährigen Geschäftspartner und ersguterjunge-Miteigentümer Arafat Abou-Chaker bekannt. Bushido führte das Label ersguterjunge fortan als alleiniger Geschäftsführer fort. Nach zum Teil länger anhaltenden Auflösungsgesprächen blieb von den bis dahin unter Vertrag stehenden übrigen Künstlern lediglich Samra bei ersguterjunge unter Vertrag.
Nachdem Bushido dessen Single Rohdiamant produzierte und im April 2018 über ersguterjunge veröffentlichte, veröffentlichte er im Sommer 2018 gemeinsam mit Samra Hades und Für euch alle, die ersten Singles seines nächsten Albums Mythos, die sich beide in den Top 10 der deutschen Singlecharts platzierten. Für euch alle erreichte sogar als erstes Bushido-Lied Platz 1 der deutschen und österreichischen Singlecharts und stellte gleichzeitig den ebenfalls auf dem Lied vertretenen Rapper Capital Bra als neuesten Künstler von ersguterjunge vor, von dem Bushido gleichzeitig das Management übernahm. Am 28. September 2018 erschien Mythos und erreichte als letztes von vier Bushido-Soloalben in Serie Platz 1 der Albumcharts in Deutschland, Österreich und der Schweiz. Eine Woche zuvor hatte Bushido mit dem Lied Mephisto, welches seine Beziehung zu seinem langjährigen Geschäftspartner Abou-Chaker beschreibt und auf Platz 7 der deutschen Singlecharts einstieg, erneut für Medienaufmerksamkeit gesorgt. Am 9. November 2018 erreichte zudem das von Bushido produzierte Samra-Lied Cataleya Platz 1 der deutschen Singlecharts.
Am 22. Januar 2019 erklärten Capital Bra und Samra ihre Trennung von ersguterjunge und Bushido. Ende 2019 gab Bushido daraufhin bekannt, den Rapper Animus unter Vertrag genommen zu haben, mit dem er am 20. Dezember 2019 das Kollaboalbum Carlo Cokxxx Nutten 4 veröffentlichte. Auf diesem arbeitete er erstmals nicht mehr mit seinen langjährigen Produzenten Beatzarre und Djorkaeff zusammen, nachdem diese auf Mythos noch lediglich einen Song produziert hatten.
Anfang März 2021 teilte der schweizerische Musikvertrieb iGroove mit, dass ab sofort der digitale Vertrieb von Bushidos gesamter Musik statt wie bis dato über Sony BMG über jene Firma abgewickelt werde. Im November 2021 erschien auf Prime Video die Dokumentation Unzensiert – Bushido’s Wahrheit, welche von Juni 2018 bis August 2020 gedreht wurde und in der es zu großen Teilen um die Trennung Bushidos vom Abou-Chaker-Clan geht. Sein 14. Soloalbum Sonny Black II wurde am 17. Dezember 2021 veröffentlicht. Als erstes Soloalbum Bushidos seit Von der Skyline zum Bordstein zurück erreichte dieses in keinem Land Platz 1 der Albumcharts. Im Oktober 2022 wurde eine zweite Dokumentation mit dem Titel Bushido – RESET auf RTL+ veröffentlicht. Die abermals sechsteiligen Reihe wird als „Staffel 2“ der Prime-Video-Doku angesehen; Hauptthema darin ist weiterhin der Prozess mit dem Abou-Chaker-Clan sowie Bushidos Auswanderung nach Dubai.
Am 1. September 2023 veröffentlichte er mit dem Song Dark Knight einen Disstrack gegen seinen ehemaligen Künstlerkollegen Capital Bra und gab gleichzeitig sein neues Album mit dem Titel Rex in aeternum mit einem Veröffentlichungsdatum vom 9. Februar 2024 bekannt. Im gleichen Monat kündigte Bushido für den März und April 2024 die Tournee König für immer an und erklärte, es sei die letzte Tour seines Lebens. Der Titel des Albums wurde später ebenfalls auf König für immer angepasst und das Veröffentlichungsdatum auf den 31. Mai 2024 verschoben. Nach Abschluss der als Abschiedstournee angekündigten „König für immer!“-Tour im Frühsommer 2024 gab Bushido bekannt, 2026 eine weitere, endgültig letzte Tour spielen zu wollen.

### Privates
Nach seiner Darstellung musste seine alleinerziehende Mutter den Lebensunterhalt als Putzfrau verdienen. Er habe zu seiner Hochzeit 2012 auch seinen Vater eingeladen, 33 Jahre nachdem dieser die Familie verlassen habe. Nach dem Tod der Mutter sei der Vater, bereits krebskrank, bei ihm eingezogen. Er sei im Kreis der Familie gestorben.
Seit 2011 ist er mit Anna-Maria Ferchichi (* 1981), einer Schwester von Sarah Connor, zusammen. Das Paar heiratete im Mai 2012. Seine Frau brachte einen Sohn aus erster Ehe mit in die Beziehung. Im Juli 2012 wurde eine gemeinsame Tochter geboren. Im November 2013 wurden sie Eltern von Zwillingen, einem Jungen und einem Mädchen; im Sommer 2015 kam ein weiterer Sohn zur Welt. Presseberichten zufolge erstattete seine Frau im Dezember 2014 Strafanzeige gegen Bushido wegen Körperverletzung im Rahmen häuslicher Gewalt. Im November 2021 wurden Bushido und seine Frau Eltern von Drillingsmädchen, womit Bushido Vater von acht Kindern (sieben davon leiblich) ist.
Bushido lebt mit Frau und Kindern in Dubai.

## Kontroversen

### Verbindung zur organisierten Kriminalität
In den Medien wurde bereits seit 2008 wiederholt über Verbindungen zwischen Bushido und Kreisen der organisierten Kriminalität spekuliert. Im Mittelpunkt der Berichte standen Verbindungen zwischen Bushido und der ursprünglich aus dem Libanon stammenden Berliner Großfamilie Abou-Chaker.
In einem Interview mit der Frankfurter Rundschau erklärte der Rapper 2008: „Es ist aber tatsächlich so, dass ich viele meiner Geschäfte mit einem Herren mache, der mir einmal sehr geholfen hat. Wir betreiben beispielsweise eine Immobilienfirma.“
Auch im Jahr 2012 gab Bushido ein Interview in der Frankfurter Allgemeinen Zeitung, bei dem es darum ging, dass er sich am Anfang seiner Karriere mit „einem der mächtigsten arabischen Familienclans in Berlin zusammengetan“ habe. Auf die Frage, ob diese Freundschaft noch bestehe, antwortete er:

„Wir sind die besten Freunde. Das geht sogar über den Freundschaftsstatus hinaus. Ich habe mich nicht auf irgendwelche Leute eingelassen, sondern wir sind zu dem geworden, was wir heute sind. Es ging damals nicht um Vorteile. Über Jahre haben wir dann unsere Positionen eingenommen. Es hat sich herausgestellt, dass wir alle mit dem, was wir können und wer wir sind, sehr gut interagieren. So haben alle profitiert, und das nicht nur im finanziellen Sinne.“

Auf die Feststellung des Journalisten, dass „diese Familie […] mit schwerster organisierter Kriminalität in Verbindung gebracht“ werde, erwiderte Bushido: „Wahrscheinlich werden viele Leute mit vielen Sachen in Verbindung gebracht“. Auf die Nachfrage, dass es aber konkrete Urteile, zum Beispiel wegen des Überfalls auf das Pokerturnier im Berliner „Hyatt“-Hotel im Jahr 2010 gebe, erwiderte er: „Mir ist das scheißegal“. Auf den Hinweis des Journalisten, wenn er politisch aktiv werden wolle, sei es doch ein Problem, wenn er in der Nähe zur Mafia agiere, antwortete der Rapper:

„Was ist denn mit Berlusconi? Der ist ja nicht wegen seiner Mafiageschichten verurteilt worden, sondern weil er zu viele Mädels weggeknallt hat. Keiner macht es besser. Es gibt nur Leute, die es besser verschweigen. Wir sind, was wir sind.“

Im April 2013 wurde bekannt, dass Bushido dem Anführer des Mafia-Clans, Arafat Abou-Chaker, bereits im Dezember 2010 eine notariell beglaubigte Generalvollmacht erteilt hatte, die diesen unter anderem dazu ermächtigte, beliebig über Bushidos gesamtes Eigentum, sein Vermögen und seine Konten zu verfügen sowie rechtskräftige Geschäfte in seinem Namen zu tätigen. Die Vollmacht, die dem Stern vorliegt, galt auch über Bushidos Tod hinaus. Das Berliner Landeskriminalamt sah Bushido als Mitglied des Mafia-Clans und die Generalvollmacht als „so etwas wie Bushidos Adoptionsurkunde für seine neue Familie“. Die Staatsanwaltschaft Berlin führte bereits seit 2012 wegen seiner mutmaßlichen Verstrickungen in den Mafia-Clan und unter anderem wegen damit einhergehender Steuerdelikte umfangreiche Ermittlungen gegen Bushido und den mit ihm in engen Geschäftsbeziehungen stehenden Clan-Chef Arafat Abou-Chaker. Die Staatsanwaltschaft warf ihnen vor, ein undurchsichtiges, sich ständig änderndes Firmengeflecht geschaffen zu haben, das typisch für Gruppierungen der organisierten Kriminalität sei. Nachdem 2010 bekannt wurde, dass Bushido seinem Freund Arafat eine Generalvollmacht für alle geschäftlichen Aktivitäten und Konten erteilt hatte, gewann der Politologe Arye Sharuz Shalicar 2013 den Eindruck, dass Bushido nicht mehr „Herr seines Lebens“ sei.
Im März 2018 erklärte Bushido via Facebook, dass er sich vom Abou-Chaker-Clan gelöst habe. Im September 2018 veröffentlichte er mit dem Song Mephisto seine musikalische Abrechnung mit Arafat Abou-Chaker, in welcher er diesen mit der literarischen Figur Mephisto gleichstellt. Seit 2020 läuft vor dem Berliner Landgericht ein von Bushido initiierter Gerichtsprozess gegen Arafat Abou-Chaker und drei seiner Brüder. Der Vorwurf Bushidos lautet dabei, dass die Abou-Chakers ihm gegenüber Zwang und Gewalt ausgeübt haben sollen, als er aus dem gemeinsamen Musiklabel und anderen Geschäften aussteigen wollte. Im August 2020 gab Bushido in einer Vernehmung während eines Gerichtsprozesses zu Protokoll, dass zwischen ihm und Arafat keine Freundschaft gewesen sei, auch wenn es im Nachhinein so ausgesehen habe. In Interviews beschreibt Bushido das Verhältnis mit den Worten, er habe „nichts zu melden“ gehabt und der Clan-Chef habe „einfach alles entschieden“. Die Familie Bushidos und auch er selbst stehen vor dem Hintergrund des Gerichtsprozesses unter Polizeischutz. Gleichzeitig pflegt Bushido, durch seine Beziehung zu Ashraf Remmo, Kontakte zum Remmo-Clan, der dem Abou-Chaker-Clan rivalisierend gegenübersteht.
Im November 2021 erschien auf Prime Video die sechsteilige Dokumentation Unzensiert – Bushido’s Wahrheit, in welcher es zu großen Teilen um die Trennung Bushidos vom Abou-Chaker-Clan geht.

### Positionen und Liedtexte

#### Vorwurf der Frauen- und Homosexuellenfeindlichkeit
Häufiger Diskussionsgegenstand in Bushidos Texten sind Inhalte, die als schwulen- und frauenverachtend sowie sexistisch und gewaltverherrlichend interpretiert werden können. Mehrere von Bushidos Werken wurden vor diesem Hintergrund von der Bundesprüfstelle für jugendgefährdende Medien in Deutschland indiziert, so unter anderem sein erstes Demotape King of Kingz (2001), sowie seine Alben Vom Bordstein bis zur Skyline (2003), Electro Ghetto (2004), und Sonny Black (2015). Diese Art von Inhalten zieht sich generell weit durch Bushidos Werke, beispielsweise ist in dem Lied Nutte Bounce die herabsetzende Bezeichnung „Nutte“ das am häufigsten verwendete Wort. Auf Nachfrage erklärte Bushido, er meine damit nicht Frauen allgemein, sondern, so wörtlich, „echte Schlampen“. Im November 2005 gab es diesbezüglich erneut Schlagzeilen, als Bushido sich in einem Interview verächtlich über Paris Hilton äußerte. Auf dem Labelsampler Vendetta nimmt er in einer Weise Bezug auf Natascha Kampusch, die von vielen Kritikern als geschmacklos bewertet wurde.
Dementsprechend gab es auch Kritik an Bushidos Teilnahme an einem von Bravo und VIVA organisierten Konzert Ende August 2007 gegen Gewalt an Schulen im Rahmen der Kampagne „Schau nicht weg“. Bushido könne wegen seiner „homophoben und frauenfeindlichen Texte“ nicht als Vorbild fungieren. Da Bushido jedoch bereits seit 2006 an dem Projekt beteiligt war und sich laut Bravo sehr engagiert zeigte, stand eine Absage seines Auftritts für die Veranstalter nicht weiter zur Debatte. Während des Auftritts wandte sich Bushido in aggressiver Weise gegen eine kleine, von Homosexuellen organisierte Gruppe von Protestierenden. Dies führte zu erneuter Kritik. Dabei schütze ihn „das Bild vom guten, antirassistisch bedürftigen Migranten“, so Jan Feddersen in der taz.
Als Teilnehmer des Transgenialen CSD in Berlin Bushido am U-Bahnhof Schlesisches Tor sichteten, kam es zu einer Auseinandersetzung, bei der Bushido und Demonstranten einander beleidigten. Dabei soll er einzelne Demonstranten auch wegen deren sexueller Orientierung beleidigt haben. Er und seine Begleiter wurden daraufhin aus der Demonstration heraus mit Getränken bespritzt. Die Veranstalter der Demonstration erstatteten schließlich Anzeige wegen Beleidigung.
Im Februar 2010 antwortete Alice Schwarzer Bushido in einem offenen Brief auf die von ihm zuvor in einem Internetvideo verbreitete Aussage „[…] da hätt ich ihr gesagt, ganz ehrlich, weißte was, fick dich ins Knie, du Fotze, so.“ Unter der Überschrift Antwort an den deutschen Rapper Nr. 1! nannte Schwarzer ihn einen „kleinbürgerlicher Spießer, der die echt Verzweifelten abzapft“, und warf ihm unter anderem Feigheit vor, weil er zuvor eine Einladung in eine von ihr moderierte Sendung am 10. April 2007 in der ARD abgelehnt hatte. In der an diesem Abend von Schwarzer moderierten Diskussionsrunde Menschen bei Maischberger befragte diese nach der Absage stattdessen King Orgasmus One zu dem Thema Früher, härter, unromantischer – Sex ohne Liebe?. Weitere Vorwürfe waren mangelnde Authentizität als Rapper, die finanzielle Ausbeutung seiner Fans und Frauenfeindlichkeit, obwohl schon seine Mutter durch seinen Vater verprügelt worden sei.

„Und welche Lehren hast du Muttersohn daraus gezogen? Die, gewalttätige Männer zu verachten? Nein, im Gegenteil: Du identifizierst dich mit dem Täter! Auch du verachtest die Frauen. Wir sind für dich nur Fotzen, die man von hinten fickt. […] Also ganz ehrlich, Bushido: Respekt kann ich davor nicht haben.“

Bushido reagierte darauf nicht.

#### Vorwurf des Rechtsextremismus
Bushido wurden in den Medien öfter nationalistische und rassistische Inhalte und mangelnde Distanz zu rechtsextremen Fans vorgeworfen. Seine Anhänger verweisen dagegen auf Bushidos Herkunft oder seine Zusammenarbeit mit Künstlern nichtdeutscher Herkunft, wie Azad, Eko Fresh und Cassandra Steen. In Interviews weist Bushido jegliche rechtsextreme Gesinnung von sich.
Mit der Zeile „Salutiert, steht stramm, ich bin der Leader wie A.“ aus Electro Ghetto habe sich Bushido nicht mit Adolf Hitler vergleichen wollen. Sie stelle ein Zitat von Azad (aus dem Lied Der Bozz: „Kniet nieder, salutiert, steht stramm“) dar. Bushido äußerte sich zum Sachverhalt mit den Worten: „Absoluter Schwachsinn […] Ich will jetzt gar nicht so tun, als hätte ich die Reaktionen nicht auch verschuldet. Das war halt eine willkommene Provokationsmöglichkeit. Ich finde es aber traurig, dass die Öffentlichkeit sich so leicht provozieren lässt.“
Ende Mai 2016 berichtete der Berliner Tagesspiegel, dass sich Bushido in einem Video positiv über die AfD geäußert habe und sie bei der Wahl zum Berliner Abgeordnetenhaus am 18. September 2016 zu wählen gedenke. Bushido, so die Zeitung, „bekennt sich nicht zum ersten Mal zur AfD. 2013 twitterte er vor der Bundestagswahl: ‚Nächste Woche werde ich AfD wählen‘“. Kurz vor der Bundestagswahl 2017 forderte er seine Fans auf, die AfD nicht zu wählen.

#### Vorwurf des Antisemitismus und Islamismus
Des Weiteren wurden Texte von Bushido als islamistisch, antisemitisch und antiamerikanisch kritisiert. Bushido hatte zuvor im Jahre 2005 in einem Interview bestritten, rechtsradikale oder antisemitische Tendenzen zu propagieren, und gesagt, dass er kein Nazi, Judenhasser, Schwulenhasser oder Frauenfeind sei. Allerdings distanzierte er sich nicht von den betreffenden Textpassagen. Ein weiteres Lied namens 11. September wurde ebenfalls kritisiert, da im Text Passagen wie „Ich lass dich bluten wie die Typen aus den Twin Towers“ vorkommen.

#### Vorwurf der Jugendgefährdung
Am 29. November 2007 verkündeten die Musiksender MTV und VIVA aufgrund nicht näher benannter Unstimmigkeiten, alle Videos Bushidos aus dem Programm zu nehmen. Diese Entscheidung wurde nach zwei Wochen und Gesprächen mit Bushidos Label Ersguterjunge wieder revidiert. Im März 2008 kam es anlässlich eines Vergewaltigungsprozesses in der Schweiz zu erneuter Kritik an Bushido. Textstellen aus dem Lied Drogen, Sex, Gangbang vom Album Carlo Cokxxx Nutten wurden von Schweizer Politikern sowie Journalisten als „menschenverachtendes Verhalten“ gewertet.
Auch die Bundesprüfstelle für jugendgefährdende Medien schätzt einzelne Lieder Bushidos als jugendgefährdend ein.

#### Gewaltdrohungen gegen Politiker und Prominente; Strafanzeige
Aufgrund des mit Shindy veröffentlichten Liedes Stress ohne Grund wurde Bushido vorgeworfen, er hetze gegen Schwule und drohe mit Gewalt. Namentlich werden in dem Liedtext die Politiker Serkan Tören (FDP), Claudia Roth (Grüne) und Klaus Wowereit (SPD), der Entertainer Oliver Pocher und der Rapper Kay One erwähnt.
Serkan Tören und Klaus Wowereit erstatteten daraufhin Strafanzeige gegen Bushido.
Die Bundesprüfstelle für jugendgefährdende Medien indizierte die CD NWA am 16. Juli 2013 im Wege der vorläufigen Anordnung. „Mit der Veröffentlichung der Indizierung im Bundesanzeiger unterliegt die Musik-CD den weitreichenden Verbreitungs- und Werbebeschränkungen des Jugendschutzgesetzes. Insbesondere darf sie nur in gesonderten Ladengeschäften oder nur ‚unter dem Ladentisch‘ an Erwachsene verkauft, nicht mehr in der Öffentlichkeit beworben und nicht im Wege des Versandhandels vertrieben werden.“ Im Rahmen eines Ermittlungsverfahrens gegen Bushido und Shindy vollstreckten am 31. Juli 2013 Mitarbeiter der Staatsanwaltschaft und des Landeskriminalamts Berlin richterliche Durchsuchungs- und Beschlagnahmebeschlüsse bei einem Berliner Musiklabel.
Die Indizierung der Bundesprüfstelle wurde am 5. September 2013 bestätigt, Bushidos Beschwerde dagegen hatte jedoch vor dem Oberverwaltungsgericht Münster Erfolg, da die Bundesprüfstelle die Kunstfreiheit nicht hinreichend gewürdigt hat.
Die Staatsanwaltschaft Berlin erhob am 17. September 2013 wegen dieser Texte Anklage gegen Bushido wegen Volksverhetzung, Beleidigung und Gewaltdarstellung. Am 22. November 2013 wies das Amtsgericht Tiergarten die Anklage mit Hinweis auf die Kunstfreiheit ab; die Staatsanwaltschaft erhob Rechtsbeschwerde gegen die Abweisung der Anklage. Im März 2014 verwarf das Landgericht Berlin die Beschwerde der Staatsanwaltschaft, da der Tatbestand der Volksverhetzung nicht erfüllt und die Beleidigung durch die Kunstfreiheit gedeckt sei.

#### Konflikte mit anderen Künstlern
Konflikt mit Fler (2004 bis 2009, seit 2011)
Im Winter 2004/05 spielte Bushido eine Hauptrolle im „Beef“ um Eko Fresh und nahm im Zuge dessen den Disstrack FLERräter gegen seinen ehemaligen Partner Fler auf. Fler antwortete mit dem Track Pussydo und Gay One, in dem er neben Bushido auch seinen Label-Kollegen Kay One angriff. Im Jahr 2008 veröffentlichten Bushido und Kay One den Disstrack S.I.D.O., auf dem auch Fler angegriffen wurde. Anfang 2009 kam es zur Versöhnung zwischen Bushido und Fler. Noch im selben Jahr veröffentlichten sie das Album Carlo Cokxxx Nutten 2, und Fler unterschrieb bei Bushidos Label. 2011 verließ Fler Ersguterjunge und der alte Konflikt brach in den darauf folgenden Jahren wieder auf.
Konflikt mit Sido (2004 bis 2010)
Da Bushido ab 2004 „Beef“ mit seinem alten Freund Fler hatte, stellte sich Sido auf Flers Seite, da dieser beim selben Label veröffentlichte. So wurde 2008 der Track S.I.D.O. von Bushido und Kay One veröffentlicht. Besonders kritisiert wurde, dass sich Bushido abwertend über die Mütter der Rapper Sido („mit deiner Junkie-Mutter“) und Silla („Du bist leider voll, voll der Hurensohn“) äußerte. Dies führte dazu, dass Sido mit dem Song Frohe Weihnachten und Silla mit dem Song Guten Rutsch im selben Jahr antworteten. Ende 2010 wurde das Ende der langjährigen Feindschaft zwischen Bushido und Sido bekanntgegeben. Im Jahr 2011 folgte das gemeinsame Album 23.
Konflikt mit Kay One (2012 bis 2021)
2012 kam es zu einem Konflikt zwischen Kay One und seinem ehemaligen Freund und Label-Boss Bushido. Am 10. April 2012 gab Kay One bekannt, dass er sich vom Label Ersguterjunge verabschieden werde. Fünf Tage zuvor hatte Bushido die Wortmarke „Kay One“ beim Deutschen Patent- und Markenamt angemeldet. Kay One äußerte sich darüber negativ und meinte, man wolle seine Karriere beenden. Gegen die Anmeldung der Wortmarke wurde zunächst Widerspruch erhoben und ein Jahr später schließlich Antrag auf Löschung gestellt.
Im Mai 2012 wurde Kay One laut eigener Aussage nach zwei Auftritten von maskierten Personen mit Messern angegriffen, wobei er allerdings nicht verletzt wurde. Er warf Bushido vor, ihm diese Leute geschickt zu haben, und bezichtigte ihn einer Straftat; Bushido bestritt diese Vorwürfe.
Im Mai 2013 veröffentlichte Bushidos Kollege Shindy, der sich ebenfalls im Streit mit Kay One befand, den Disstrack Alkoholisierte Pädophile. In diesem unterstellte er Kay unter anderem, die Texte für dessen Album Prince of Belvedair geschrieben zu haben, ohne jemals Geld dafür bekommen zu haben. Besonders großes Aufsehen erregte allerdings der Vorwurf der Pädophilie gegen Kay und dessen Stiefvater Olliwood. Kay ließ den Disstrack kurz darauf sperren und kündigte kurz darauf auf Facebook an, die ganze Wahrheit ans Licht zu bringen. Am 1. August 2013 erschien schließlich der Disstrack Nichts als die Wahrheit von Kay One, wobei dieser betonte, dass der Song kein Diss, sondern schlicht die Wahrheit sei. Im Song rappt Kay One über seine Vergangenheit mit Bushido und Shindy. Dort behauptete er unter anderem, dass nicht er, sondern Shindy und Bushido pädophil seien und Bushido seine eigene Frau mit einem siebzehnjährigen Mädchen betrogen habe. Bushido kündigte darauf auf YouTube an, auch einen Disstrack rauszubringen. Ein weiterer Höhepunkt des Streits fand statt, als Kay One bei Stern TV zu Gast war und dort über Bushidos Mafia-Angelegenheit sprach. So behauptete er, er sei wie Bushido „Sklave der Familie“ gewesen und Bushido selbst wolle aus Berlin fliehen.
Die Antwort Bushidos folgte am 22. November 2013 unter dem Namen Leben und Tod des Kenneth Glöckler auf dessen offiziellem YouTube-Kanal. Der elfminütige Disstrack spiegelt Kay Ones Karriere wider und erzählt, dieser habe jeden seiner alten Kameraden im Stich gelassen, nur um viel Geld zu verdienen. Der Disstrack erreichte in sieben Stunden die 1-Million-Klick-Marke und stellte einen neuen Rekord auf. Seit Kay One Bushidos Beziehungen zum Abou-Chaker-Clan veröffentlicht hat, steht er unter Polizeischutz, da er Morddrohungen erhielt.
Nach einer Ankündigung im August 2014 erschien schließlich am 28. November 2014 die Antwort auf Bushidos Disstrack in Form eines 25-minütigen Videos mit dem Titel Tag des Jüngsten Gerichts.
Im Januar 2021 gaben beide Künstler bekannt, dass sie sich wieder vertragen hätten.

#### Haltung zum Staat Israel
Im Januar 2013 veröffentlichte Bushido in seinem Twitter-Profil eine Karte des Nahen Ostens mit dem Untertitel Free Palestine. Auf der Karte waren die Palästinenser-Gebiete und Israel mit den Farben Rot-Weiß-Schwarz-Grün eingefärbt, den Nationalfarben der Palästinenser. Außenpolitiker verschiedener Parteien zeigten sich darüber empört. Der Vorsitzende des Auswärtigen Ausschusses des Bundestages Ruprecht Polenz (CDU) hielt das Bild für inakzeptabel, da es das Existenzrecht Israels in Frage stelle und solche Darstellungen bisher „von der Hamas und anderen extremistischen Palästinenser-Organisationen“ bekannt seien. Bundesminister des Innern Hans-Peter Friedrich (CSU) äußerte sich zu dem Bild folgendermaßen: „Dieses Kartenbild dient nicht dem Frieden, sondern sät Hass. Bushido muss dieses Bild sofort von seiner Twitter-Seite entfernen, andernfalls kann er nicht länger als Beispiel für gelungene Integration dienen.“ Die israelische Botschaft in Berlin veröffentlichte über ihr offizielles Twitter-Konto eine Stellungnahme, in der es ironisch hieß: „Erst Frauen, dann Schwule, nun Israel: Wir sind stolz darauf, zu den Opfern des Integrationspreisgewinners Bushido zu gehören.“

#### Verstoß gegen die Menschenwürde
Im August 2021 entschied ein Richter aufgrund eines Eilantrags des Journalisten Roozbeh Farhangmehr, dass Bushido gegen die Menschenwürde verstieß, als er diesen in dem Song King Sonny Black als eine „Mistgeburt“ bezeichnete, und drohte im Wiederholungsfalle eine Strafe von 250.000 Euro an.

### Prozesse und Verurteilungen

#### Körperverletzung
Bushido wurde am 3. August 2005 in Linz festgenommen, aber nach Zahlung von 100.000 Euro nach 14 Tagen Untersuchungshaft auf Kaution mit der Auflage entlassen, bis zum Prozess Österreich nicht zu verlassen. Ihm wurde vorgeworfen, gemeinsam mit zwei Freunden einen 20 Jahre alten Mann zusammengeschlagen zu haben, weil dieser grundlos die Reifen des von Bushido angemieteten 7er-BMWs zerstochen haben soll.
Der Prozess vor dem Landesgericht für Strafsachen Linz fand am 4. November 2005 statt. Der genaue Hergang der Ereignisse konnte nicht aufgeklärt werden. Nachdem Bushido die Verantwortung für die Schlägerei übernommen hatte, endete das Verfahren mit einer Diversion gegen Zahlung von 20.000 Euro an die Staatskasse. Dem Opfer wurde ein Teilschmerzensgeld in Höhe von 1.000 Euro zugesprochen.
Angebliche abfällige Bemerkungen Bushidos über die Stadt Linz in einem Prozessbericht des deutschen Magazins Der Spiegel („Hart wie Nutella“, Ausgabe 45/2005) lösten heftige Proteste unter anderem des Linzer Bürgermeisters Franz Dobusch aus. Die Aussagen in dem Artikel über Linz stammten jedoch nicht von Bushido, sondern vom Spiegel-Autor Wolfgang Höbel, der sie als seine „freie journalistische Übertreibung“ verteidigte. Durch den Prozess wurde publik, dass Bushido seit mehreren Jahren verheiratet ist, was er jedoch am 20. Dezember 2005 in der Fernsehsendung VIVA live bestritten hatte.
In einem weiteren Prozess wegen angeblicher gefährlicher Körperverletzung an einem jugendlichen Fan vor dem Amtsgericht Berlin-Tiergarten wurde Bushido im Februar 2014 freigesprochen.

#### Beleidigung
Bushido wurde mehrfach wegen Beleidigung verurteilt.
Nachdem er Ende Mai 2009 zwei Polizisten bei einer Verkehrskontrolle als „Hampelmann“ und „Affe“ bezeichnet hatte, wurde er im Mai 2010 zu 10.500 Euro Strafe verurteilt. Ein zweites Verfahren wegen sexistischer Beschimpfungen zweier Teilnehmer einer Alternativdemonstration zum Christopher Street Day (CSD) im Jahr 2009 wurde in derselben Sitzung im Hinblick auf die andere Strafe eingestellt.
Im Dezember 2011 verurteilte das Amtsgericht Tiergarten Bushido zu einer Geldstrafe von 19.500 Euro, nachdem er in Berlin-Steglitz einen Mitarbeiter des Ordnungsamtes als „Vollidioten“ beschimpft hatte.
Im April 2012 schlossen eine Klägerin und Bushido einen Vergleich vor dem Landgericht Berlin: Bushido zahlte 12.000 Euro an sie. Er hatte sich auf Seiten von Myspace, Facebook und Twitter abfällig über sie geäußert.
Im August 2012 wurde ein Urteil bekannt, das Bushido dazu verpflichtete, an eine ehemalige Teilnehmerin der Fernseh-Show Big Brother eine Entschädigung in Höhe von 8000 Euro zu zahlen. Bushido hatte sich zuvor in einem sozialen Netzwerk über sie geäußert und dabei auch Schimpfworte gebraucht. Aus Sicht des Gerichts war es „bewusst bösartig überspitzte Kritik“. Die Äußerungen gingen „unter die Gürtellinie“ und zielten auf Äußerlichkeiten ab.

#### Urheberrechtsverletzungen
Anfang November 2007 wurde bekannt, dass für den Track Mittelfingah, den Bushido zusammen mit King Orgasmus und Bass Sultan Hengzt 2001 veröffentlicht hatte, ein Sample aus dem Lied Mourning Palace der norwegischen Dark-Metal-Band Dimmu Borgir verwendet worden war, ohne die Band darüber zu informieren. Nach einem Rechtsstreit musste Bushido Schadensersatz wegen Verletzung des Urheberrechts zahlen.
Die US-amerikanische Band Nox Arcana wirft Bushido vor, für die Titel Weißt du?, Kurt Cobain und Blaues Licht von seinem Album Von der Skyline zum Bordstein zurück Musik von den Titeln Beyond Midnight, No Rest for the Wicked und Cthulhu Rising ohne Absprache verwendet zu haben. Rechtliche Schritte wurden eingeleitet.
Die französische Neoklassik-Band Dark Sanctuary verklagte Bushido, da dieser sich für das Album Von der Skyline zum Bordstein zurück in mindestens acht Fällen aus ihrem Songmaterial bedient hatte. Eine außergerichtliche Einigung scheiterte. Das Hamburger Landgericht verurteilte Bushido am 23. März 2010 zu einer Billigkeitsentschädigung für den immateriellen Schaden in Höhe von 63.000 Euro. Darüber hinaus wurde Bushido zu Schadenersatz verurteilt, dessen Höhe aus der Menge der verkauften Tonträger ermittelt wurde. Die 13 beanstandeten Titel befanden sich auf elf CDs und Samplern von Bushido, die alle aus dem Verkauf genommen und vernichtet werden mussten.
Schon zuvor hatte sich Bushido mit der Schweizer Metal-Band Samael außergerichtlich geeinigt, da er sich bei seinem Stück Behindert eines Samples von The Cross bedient hatte. Er zahlte der Gruppe etwa 2000 Euro.
Ende 2013 sampelte Bushido erneut Passagen der Band Dimmu Borgir und übernahm das Intro von dem Titel Dimmu Borgir für seinen Titel Leben und Tod des Kenneth Glöckler.

#### Steuerhinterziehung
Im Dezember 2015 wurde gegen ihn ein Strafbefehl wegen Steuerhinterziehung erlassen, gegen den er Einspruch einlegte. Er musste 135.000 Euro Strafe zahlen. Die Anzahl der Tagessätze belief sich auf „mehr als 90“.

#### Versuchter Versicherungsbetrug
Bushido behauptete gegenüber seiner Versicherung, dass in der Nacht vom 11. auf den 12. November 2014 in sein Geschäft eingebrochen worden war. Dabei seien Waren im Wert von 175.000 Euro und ein Tresor mit 185.000 Euro Bargeld gestohlen worden. Als die Versicherung misstrauisch wurde, wurde ein Ermittlungsverfahren gegen Bushido eingeleitet und in diesem Zusammenhang wurden im November 2015 ein Haus und eine Villa durchsucht, die sich in seinem Besitz befanden. Am 16. Dezember 2016 wurde vom Amtsgericht Tiergarten ein Strafbefehl über 11 Monate Haft auf Bewährung wegen versuchten Versicherungsbetrugs gegen Bushido ausgestellt, der am 20. Dezember rechtskräftig wurde. Zusätzlich musste Bushido eine Auflage in Höhe von 10.000 Euro zahlen.

#### Abmahnungen durch Bushido
Bushido ist dafür bekannt, auf die Verbreitung der unter seinem Namen veröffentlichten Musik in Internet-Tauschbörsen mit Abmahnungen zu reagieren. Die ca. 80 Abmahnungen und Geldforderungen an Privatleute, die beispielsweise bei Ebay-Verkäufen das Wort Bushido verwendet hatten, wurden als unverhältnismäßig und unangebracht kritisiert.

### Bambi-Verleihung 2011
Die Verleihung des Bambi-Integrationspreises an den Rapper im November 2011 wurde von verschiedenen Seiten stark kritisiert. Beispielsweise äußerte der hessische SPD-Vorsitzende Thorsten Schäfer-Gümbel, dass Bushido für Frauen- und Schwulenfeindlichkeit stehe und man kaum von einer Integrationsleistung sprechen könne, wenn sich jemand auf dem Rücken anderer profiliere. Peter Plate von der Band Rosenstolz erklärte bei seiner eigenen Preisübergabe, dass jemand wie Bushido, der mit frauen- und schwulenfeindlichen Texten Karriere gemacht habe, so wenige Jahre danach noch keinen Bambi erhalten dürfe.
Der Schlagersänger Heino gab wenige Tage nach der umstrittenen Bambi-Verleihung seine Auszeichnung, die ihm 1990 verliehen worden war, mit folgender Begründung zurück: „Ich bin zutiefst empört, dass man einem gewalttätigen Kriminellen wie Bushido den Bambi verleiht. Mit diesem Mann möchte ich nicht auf eine Stufe gestellt werden.“
Auch der Laudator Peter Maffay kritisierte etwa einen Monat nach der Preisverleihung Bushido, dieser habe „seinen Worten leider keine Taten folgen lassen“, und beendete die Zusammenarbeit mit ihm und Sido. Zuvor waren die drei bei der Talkshow Markus Lanz zu Gast gewesen, bei der es zu heftigen Wortgefechten mit anderen Gästen und dem Moderator gekommen war.

### Bundestagspraktikum
Bushido absolvierte im Juni 2012 bei dem CDU-Politiker Christian von Stetten ein Praktikum im Bundestag, was ein Medienecho fand, weil er die Absicht kundtat, eine Partei gründen, in die Kommunalpolitik gehen und wie Der Pate regieren zu wollen, was aufgrund seiner kriminellen Vergangenheit und umstrittenen Texte kritisiert wurde.
Nachdem Medien im April 2013 über die Verbindung Bushidos zur Mafia berichtet hatten, beschäftigte sich auch der Bundestag mit Bushido. Der SPD-Fraktionsgeschäftsführer Thomas Oppermann kritisiert die CDU für ihren lockeren Umgang mit dem Rapper: „Wenn Bushido über enge Kontakte zur organisierten Kriminalität verfügt, hat er im Bundestag nichts zu suchen. Dass er bei der CDU ein- und ausgeht und dort auch Innenminister Friedrich zu Gesprächen trifft, ist nicht in Ordnung.“

### Sexuelle Belästigung
2021 tauchte ein 16 Jahre altes Video auf, in dem Bushido ein Mädchen verbal bedrängt, unter Druck setzt und mit ihr in einem Bett liegt, während andere Männer abwechselnd die Szenen filmen und das Mädchen ebenfalls bedrängen und unter Druck setzen. Das Video wurde durch Bushido selbst veröffentlicht, während ein Ausschnitt bereits einen Tag zuvor geleakt worden war. Laut seiner Angabe im Video dürfte das Mädchen höchstens 15 Jahre alt gewesen sein. Nach Veröffentlichung des Videos sagte er jedoch, das Mädchen im Video sei volljährig gewesen, außerdem entschuldigte er sich bei dem Mädchen und für sein damaliges Verhalten.

## Diskografie
Studioalben

| Jahr | Titel                                | Höchstplatzierung, Gesamtwochen, AuszeichnungChartplatzierungen (Jahr, Titel, Platzierungen, Wochen, Auszeichnungen, Anmerkungen) | Höchstplatzierung, Gesamtwochen, AuszeichnungChartplatzierungen (Jahr, Titel, Platzierungen, Wochen, Auszeichnungen, Anmerkungen) | Höchstplatzierung, Gesamtwochen, AuszeichnungChartplatzierungen (Jahr, Titel, Platzierungen, Wochen, Auszeichnungen, Anmerkungen) | Anmerkungen |
| Jahr | Titel                                | DE | AT | CH | Anmerkungen |
| ---- | ------------------------------------ | --- | --- | --- | --- |
| 2003 | Vom Bordstein bis zur Skyline        | DE88 (3 Wo.)DE | — | — | Erstveröffentlichung: 14. Juli 2003; seit 2005 indiziert                                                           |
| 2004 | Electro Ghetto                       | DE6 Gold · (16 Wo.)DE | AT63 (2 Wo.)AT | CH81 (1 Wo.)CH | Erstveröffentlichung: 25. Oktober 2004 zwischen 2006 und 2018 indiziert Verkäufe: + 100.000                        |
| 2005 | Staatsfeind Nr. 1                    | DE4 Gold · (18 Wo.)DE | AT13 (7 Wo.)AT | CH32 (3 Wo.)CH | Erstveröffentlichung: 4. November 2005 Verkäufe: + 100.000                                                         |
| 2006 | Von der Skyline zum Bordstein zurück | DE2 Platin · (48 Wo.)DE | AT3 Gold · (23 Wo.)AT | CH15 (23 Wo.)CH | Erstveröffentlichung: 4. September 2006 a Verkäufe: + 215.000                                                      |
| 2007 | 7                                    | DE1 Platin · (33 Wo.)DE | AT2 Platin · (14 Wo.)AT | CH2 (10 Wo.)CH | Erstveröffentlichung: 31. August 2007 Verkäufe: + 220.000                                                          |
| 2008 | Heavy Metal Payback                  | DE1 Gold · (20 Wo.)DE | AT2 Gold · (10 Wo.)AT | CH2 (9 Wo.)CH | Erstveröffentlichung: 10. Oktober 2008 Verkäufe: + 110.000                                                         |
| 2011 | Jenseits von Gut und Böse            | DE1 (17 Wo.)DE | AT1 (15 Wo.)AT | CH1 (16 Wo.)CH | Erstveröffentlichung: 13. Mai 2011                                                                                 |
| 2012 | AMYF                                 | DE1 Gold · (10 Wo.)DE | AT2 (6 Wo.)AT | CH1 (9 Wo.)CH | Erstveröffentlichung: 12. Oktober 2012 Verkäufe: + 100.000                                                         |
| 2014 | Sonny Black                          | DE1 (14 Wo.)DE | AT1 Gold · (14 Wo.)AT | CH1 Gold · (17 Wo.)CH | Erstveröffentlichung: 14. Februar 2014; seit 2015 indiziert; Gold-Auszeichnung in DE revidiert Verkäufe: + 117.500 |
| 2015 | Carlo Cokxxx Nutten 3                | DE1 Gold · (13 Wo.)DE | AT1 Gold · (11 Wo.)AT | CH1 Gold · (11 Wo.)CH | Erstveröffentlichung: 13. Februar 2015 Verkäufe: + 117.500                                                         |
| 2017 | Black Friday                         | DE1 Gold · (19 Wo.)DE | AT1 (12 Wo.)AT | CH1 (10 Wo.)CH | Erstveröffentlichung: 9. Juni 2017 Verkäufe: + 100.000                                                             |
| 2018 | Mythos                               | DE1 Gold · (14 Wo.)DE | AT1 (6 Wo.)AT | CH1 (7 Wo.)CH | Erstveröffentlichung: 28. September 2018 Verkäufe: + 100.000                                                       |
| 2021 | Sonny Black II                       | DE2 (7 Wo.)DE | AT14 (4 Wo.)AT | CH3 (5 Wo.)CH | Erstveröffentlichung: 17. Dezember 2021                                                                            |
| 2024 | König für immer                      | DE2 (2 Wo.)DE | AT10 (1 Wo.)AT | CH5 (2 Wo.)CH | Erstveröffentlichung: 31. Mai 2024                                                                                 |

## Filmografie
- 2009: Horst Schlämmer – Isch kandidiere!
- 2010: Zeiten ändern dich
- 2021: Unzensiert – Bushido’s Wahrheit
- 2022: Bushido: RESET
- 2023: Bushido & Anna-Maria – Alles auf Familie
- 2024: Bushido & Anna-Maria - Alle auf Tour
- 2024: TV total – Aber mit Gast
- 2025: Eltons 12

## Bibliografie
- Mit Lars Amend: Bushido. riva, München 2008, ISBN 978-3-936994-88-9
- Mit Marcus Staiger: Auch wir sind Deutschland: Ohne uns geht nicht. Ohne euch auch nicht. riva, München 2013, ISBN 978-3-86883-243-3.[166]
- Mit Dennis Sand: Anis. riva, München 2022, ISBN 978-3-96775-055-3

## Auszeichnungen
Bambi
- 2011: Vorbild für Integration

Bravo Otto
- 2005: HipHop Act national Silber (Platz 2)
- 2006: HipHop Act national Silber (Platz 2)
- 2007: HipHop Act national: Gold
- 2008: HipHop Act national: Gold
- 2009: Bester Sänger(in)/Künstler(in): Bronze
- 2010: Rapper national: Gold

Comet
- 2007: Bester Künstler national
- 2008: Bester Künstler national

Echo Pop
- 2006: Bester Live-Act National
- 2007: Bester Rap/RnB-Künstler National
- 2008: Bester Rap/RnB-Künstler National
- 2008: Bester Live Act
- 2012: Bestes Video: Bushido & Sido mit So mach ich es

Hiphop.de Awards
- 2006: Beste Punchline National[167]
- 2006: Bester Rap-Solo-Act National[167]
- 2006: Beste Artist-Page für www.kingbushido.de[167]
- 2007: Beste Single National für Ring frei (mit Eko Fresh)[168]
- 2008: Größte Peinlichkeit (Negativpreis)[169]
- 2009: Bestes Video National für Eine Chance/Zu Gangsta (mit Fler)[170]
- 2009: Größte Peinlichkeit (Negativpreis)[170]
- 2010: Beste Kollaboration für Berlins Most Wanted (mit Fler & Kay One)[171]
- 2010: Bestes Video National für Berlins Most Wanted (mit Fler & Kay One)[171]
- 2011: Bestes Video National für So mach ich es (mit Sido)[172]
- 2013: Bester Song National für Leben und Tod des Kenneth Glöckler[173]
- 2015: Bester Produzent National (mit Shindy, Beatzarre & Djorkaeff)[174]

Goldener Pinguin
- 2007: Bester Rapper des Jahres
- 2008: Bester Rapper des Jahres
- 2009: Bester Rapper des Jahres

GQ Award
- 2010: Mann des Jahres in Musik national

MTV Europe Music Awards
- 2006: Best German Act
- 2007: Best German Act

YouTube
- 2015: Gold Play Button